# Semoyo
Semoyo is een bestuurslaag in het regentschap Gunung Kidul van de provincie Jogjakarta, Indonesië. Semoyo telt 2432 inwoners (volkstelling 2010).